# 丛兆麟
丛兆麟（1901年—1950年）字玉书，辽宁岫岩人，中华民国军事将领。

## 生平
丛兆麟出生于1901年。毕业于东北讲武堂第5期步科、陆军大学将官班乙级第1期。1933年2月任第120师656团团长，1935年1月任第129师686团团长。1937年4月14日授陆军少将。1937年5月任第116师346旅旅长，10月继任119师师长。1945年11月任东北行营少将高参，1946年7月退为备役。
丛兆麟原来住在北平演乐胡同7号，1946年5月迁入崇文门内大街233号，租河北平津区敌伪产业局。
1950年，丛兆麟逝世。1950年8月，丛兆麟安葬在北京东北义园。

## 家庭
丛兆麟有一子二女，还有二孙一孙女。
- 子：丛克文
- 女：丛静文
- 女：丛庆文